# Bruno Dumont
Pour les articles homonymes, voir Dumont.
Bruno Dumont, né le 14 mars 1958 à Bailleul (Nord), est un réalisateur et scénariste français.

## Biographie

### Origines et formation
Bruno Dumont est natif du Nord. Il tente, en 1977, le concours de l’Institut des hautes études cinématographiques (IDHEC) qu'il ne réussit pas et s'inscrit en faculté de philosophie à Lille. En 1982, il enseigne la philosophie à des lycéens à Hazebrouck et à Beaucamps-Ligny, puis la culture générale à des BTS.

### Débuts dans l'audiovisuel
À partir de 1986 et jusqu'en 1993, Bruno Dumont se tourne vers l'audiovisuel et réalise une quarantaine de films courts, documentaires, publicitaires et institutionnels,.

### Cinéma
En 1992, il signe son premier court métrage, Paris (Paris) puis, l'année suivante, rédige deux projets pour la télévision : les quatre volets de la série documentaire Arthur et les fusées, ainsi qu'un scénario de court métrage, Marie et Freddy. Ces deux personnages deviennent les héros de son premier long métrage, La Vie de Jésus, qu'il écrit et réalise en 1996. Le film est récompensé par une mention spéciale Caméra d'or au festival de Cannes et par le prix Jean-Vigo en 1997.
En 1999, L'humanité reçoit les deux prix d'interprétation pour ses acteurs non professionnels, Séverine Caneele et Emmanuel Schotté, et le grand prix du jury au festival de Cannes.
Dumont quitte pour la première fois le Nord pour tourner en Californie Twentynine Palms, sélectionné à la Mostra de Venise en 2003, puis revient dans sa région pour réaliser Flandres, sélectionné à Cannes en 2006 qui lui attribue, pour la seconde fois, son grand prix.
En 2008, il est président du jury Caméra d'or au festival de Cannes. Puis en 2009 sort son Hadewijch et son film Hors Satan en 2011.
En 2012, il tourne Camille Claudel 1915 avec l'actrice Juliette Binoche. Le film est programmé à la Berlinale en février. À l'inverse de ses habitudes, Dumont tourne ici avec une actrice reconnue mais il le justifie par la notoriété de son personnage. Dans un entretien avec Olivier Père, il explique : « J'ai toujours fait d'un paysan un paysan et d’une artiste une artiste. L'artiste Juliette Binoche m’aide à cerner l'artiste Camille Claudel,. »
En 2013, il tourne une mini-série de 4 fois 52 minutes intitulée P'tit Quinquin pour la chaîne de télévision franco-allemande Arte. La série est sélectionnée à la Quinzaine des réalisateurs lors du festival de Cannes 2014,. Arte soutient également son projet suivant de long métrage, Ma Loute, une comédie policière qui est présentée au festival de Cannes 2016 en sélection officielle et sort en même temps dans les salles de cinéma.
Le 6 septembre 2017 sort Jeannette, l'enfance de Jeanne d'Arc, porté par la bande-son d'Igorrr, d'après la pièce de théâtre Le Mystère de la charité de Jeanne d'Arc de Charles Péguy.
La suite de P'tit Quinquin, Coincoin et les Z'inhumains,  série en 4 épisodes, est diffusée en septembre 2018 sur Arte.
Le 11 septembre 2019 sort Jeanne, suite du film de 2017, cette fois accompagné par la bande-son du chanteur Christophe, qui joue également dans le film.
Le 25 août 2021, France sort en salles avec, entre autres, Léa Seydoux, Blanche Gardin et Benjamin Biolay. Le film est de nouveau porté par une musique originale signée Christophe, dans une de ses dernières compositions.
En février 2024 sort L'Empire, son douzième long métrage, présenté comme « La Guerre des étoiles chez les Ch'tis ». Le film remporte le prix du jury à la Berlinale 2024.

## Filmographie
Sauf indication contraire, les informations mentionnées dans cette section peuvent être confirmées par les bases de données cinématographiques IMDb et Allociné,  présentes dans la section « Liens externes ».

### Réalisateur et scénariste

#### Cinéma

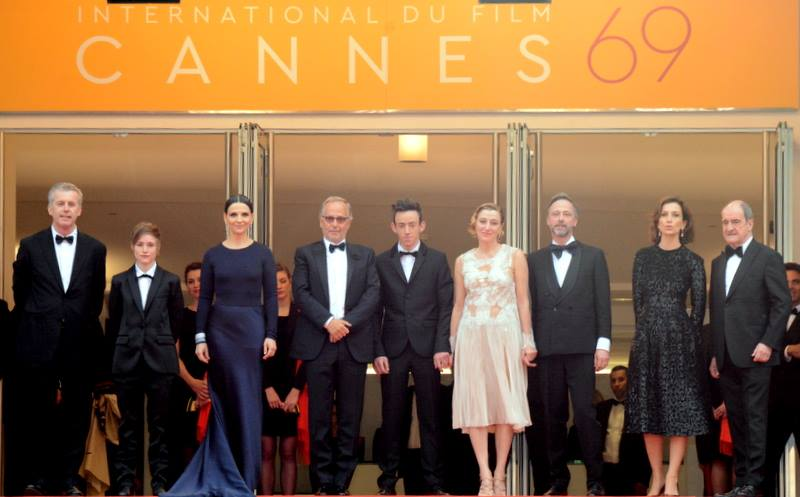
Bruno Dumont (à gauche), accompagné de l'équipe du film Ma Loute lors de sa présentation au festival de Cannes 2016.

- 1992 : Paris (Paris) (court métrage)
- 1994 : Marie et Freddy (court métrage)
- 1997 : La Vie de Jésus
- 1999 : L'humanité[N 1]
- 2003 : Twentynine Palms
- 2006 : Flandres
- 2009 : Hadewijch
- 2011 : Hors Satan
- 2013 : Camille Claudel 1915
- 2016 : Ma Loute
- 2017 : Jeannette, l'enfance de Jeanne d'Arc
- 2019 : Jeanne
- 2021 : France
- 2024 : L'Empire

#### Télévision
- 2014 : P'tit Quinquin (mini-série)
- 2018 : Coincoin et les Z'inhumains (mini-série)

### Acteur
- 2012 : Sibérie de Joana Preiss
- 2012 : Le Fracas des pattes de l'araignée de Aurélien Vernhes-Lermusiaux

## Distinctions
Sauf indication contraire, les informations mentionnées dans cette section peuvent être confirmées par les bases de données cinématographiques IMDb et Allociné,  présentes dans la section « Liens externes ».
- Prix de l'aide à la création de la Fondation Gan pour le cinéma 1995 pour La Vie de Jésus
- Prix Jean-Vigo 1997 pour La Vie de Jésus
- Festival de Cannes 1999 : Grand prix du jury pour L'humanité[N 1]
- Festival de Cannes 2006 : Grand prix du jury pour Flandres
- Prix de l'Âge d'or 2011 pour Hors Satan
- Prix Saint-Germain 2012 pour Hors Satan[11]
- Prix du cinéma René Clair de l'Académie française 2018[12]
- Festival international du film de Locarno 2018 : Léopard d'honneur (Pardo d'Onore)[13]
- Festival de Cannes 2019 Mention spéciale du jury dans la section Un certain regard pour Jeanne[14]
- Prix Louis-Delluc 2019 pour Jeanne[15]
- Berlinale 2024 : Prix du jury pour L'Empire